# Хорошівська сільська рада (Білогірський район)
50°5′5″ пн. ш. 26°17′53″ сх. д. / 50.08472° пн. ш. 26.29806° сх. д.
Хо́рошівська сільська́ ра́да — колишній орган місцевого самоврядування, територія якої відносилась до складу ліквідованого Білогірського району Хмельницької області, Україна. Центром сільради є село Хорошів. Рада утворена у 1921 році. У 2020 році приєднана до складу Білогірської селищної громади.

## Основні дані
Сільська рада розташована у північно-західній частині Білогірського району, на північний захід від районного центру Білогір'я, на кордоні із Тернопільською областю.
Населення сільської ради — 1419 осіб (2001). Загальна площа населених пунктів — 5,52 км², сільської ради, в цілому — 31,28 км². Середня щільність населення — 45,36 особи/км².

### Населення
Зміна чисельності населення за даними переписів і щорічних оцінок:
| Роки      | 1986 | 2001  | 2010  | 2011  |
| --------- | ---- | ----- | ----- | ----- |
| Населення | 1890 | ▼1419 | ▼1239 | ▼1237 |

## Адміністративний поділ
Хорошівській сільській раді підпорядковується 3 населених пункти, села:
- Хорошів
- Малі Калетинці
- Степанівка

## Господарська діяльність
Основним видом господарської діяльності населених пунктів сільської ради є сільськогосподарське виробництво. Воно складається із фермерських господарств «Аграрій», «Ветсервіс», «Озера», фермерських (одноосібних) та індивідуальних присадибних селянських господарств. Основним видом сільськогосподарської діяльності є вирощування зернових; допоміжним — вирощування овочевих культур та виробництво м'ясо-молочної продукції.
На території сільради працює п'ять магазинів, три заклади загальної середньої освіти: Хорошівський ліцей, Степанівська гімназія та Малокалетинецька початкова школа, дитячий садок (на 24 місця), сільський клуб, два фельдшерсько-акушерських пункти (ФАПи), Хорошівське поштове відділення, АТС, пилорама, водогін — 0,7 км, газопроводів — 3,0 км. Всі села сільради — газифіковано.
На території сільської ради діють церкви:
- «Свято-Різдва Богородиці», Української православної церкви Московського патріархату (УПЦ МП). (с. Хорошів)
- «Святої Преподобної Параскеви Сербської», Української православної церкви Київського патріархату (УПЦ КП). (с. Степанівка)

## Автошляхи та залізниці
Протяжність комунальних автомобільних шляхів становить 15,84 км, з них:
- з твердим покриттям — 10,14 км;
- з асфальтним покриттям — 2,43 км;
- з ґрунтовим покриттям — 3,27 км.

Протяжність автомобільних шляхів загального користування — 9,5 км:
- з твердим покриттям — 4,0 км;
- з асфальтним покриттям — 5,5 км.

Територією сільської ради проходить автомобільний територіальний шлях Мала Боровиця — Білогір'я (Т 2301).
Найближчі залізничні станції: Суховоля (смт Білогір'я) та Вільшаниця (с. Вільшаниця), розташовані на залізничній лінії Шепетівка-Подільська — Тернопіль.

## Річки
Територією сільської ради протікають невеликі річки Степанівка (10 км) та Боложівка (12 км), праві притоки річки Вілії (басейн Горині).